# 霍华德·贝克
霍华德·亨利·贝克（英語：Howard Henry Baker Jr.，1925年11月15日—2014年6月26日），美国政治人物、外交官，共和党党员，曾任田纳西州联邦参议员以及参议院多数党领袖。在罗纳德·里根总统任内，他担任过白宫幕僚长一职，日后曾任美国驻日本大使。
贝克在华盛顿有“伟大的调停者”（Great Conciliator）之称，被认为是最善长通过折衷各方意见以推动立法的参议员之一。作为一位温和保守派人士，他受到了其民主党同僚的广泛尊重。
贝克的首任妻子乔伊·德克森（Joy Dirksen）是原联邦参议员、参议院少数党领袖埃弗雷特·德克森之女，后来因癌症病逝。1996年，他娶了第二任妻子南希·卡斯鲍姆。卡斯鲍姆是原堪萨斯州联邦参议员，其父亲则是原堪萨斯州州长、1936年共和党总统候选人阿尔夫·兰登。

## 履歷

### 水門事件調查
1973～1974間，其時任水門事件委員會中有影響力的少數派序列成員。據載當時其曾大聲地發問「總統究竟知道些甚麼，他又是甚麼時候知悉的？」 ，這個問題有時被認為是他的律師和前競選經理、後來的美國參議員弗雷德·汤普森向他提出的。
尼克松的前白宮法律顧問約翰·迪恩，在國會調查中曾向委員會首席法律顧問塞繆爾·達什 透露，指貝克與白宮之間存在「秘密交易」。儘管貝克當時作為國會參議員，在任何後續彈劾審查中只會擔任次要角色，據報其於1973年2月22日，曾向尼克松承諾「我是你的朋友。我會確保你的利益得到保護」。
據水門事件記者鮑勃·伍德沃德記述，之後「多數派民主黨人和少數派共和黨人同意，共同分享所有信息」。最終，其中一份由尼克松律師J·弗雷德·布茲哈特提供的文件，無意中暗示尼克松當局竊聽系統的確存在。

## 荣誉

### 美国勋章奖章
- 总统自由勋章（1984年）

### 外国勋章奖章
- 桐花大绶章（日本，2008年4月公布[5]）